# Siblingen
Siblingen je obec ve švýcarském kantonu Schaffhausen. Žije zde 886 obyvatel.

## Geografie
Obec se nachází v nejsevernější části Švýcarska, asi 11 kilometrů severozápadně od centra kantonálního hlavního města Schaffhausen. Rozloha obce je 942 ha, z toho 455 ha tvoří lesní půda a 455 ha zemědělská půda (včetně 15,8 ha vinic). 32 ha je vymezeno jako stavební pozemky. Siblingen se nachází v oblasti Klettgau na úpatí pohoří Randen.
Sousedními obcemi jsou Schaffhausen, Schleitheim, Beringen, Löhningen, Neunkirch a Gächlingen.

## Historie

Letecký pohled (1923)

Stopy osídlení v oblasti Siblingenu a hliněné nádoby, které se zde našly, svědčí o osídlení ve 2. tisíciletí př. n. l. Římané na tomto místě postavili několikapatrový komplex dlouhý 38 stop a široký 18 stop, chráněný příkopem. Při vykopávkách v roce 1999 byly nalezeny hliněné střepy, nástroje a šperky. První zmínka o obci pochází z roku 1049 jako Siblinga.
Ve středověku na tomto místě postavil neznámý šlechtický rod hrad Hartenkirch. Ve 13. století dostala obec malou kapli zasvěcenou svatému archandělu Michaelovi. Na konci středověku dominoval rozdrobenému pozemkovému vlastnictví špitál v Schaffhausenu. V roce 1398 získal nižší soudní pravomoc koupí poloviny panství od Randenburků. V roce 1427 se do držení špitálu dostalo celé panství. V roce 1491 převzal Schaffhausen na základě rozhodčího nálezu od hraběte z Lupfenu vyšší jurisdikci a v roce 1529 převzal práva špitálu. Siblingen byl součástí horního panství Neunkirch a církevně patřil Siblingen do roku 1640 k farnosti Neunkirch. Od druhé poloviny 19. století se obec stala oblíbeným turistickým cílem.

## Obyvatelstvo

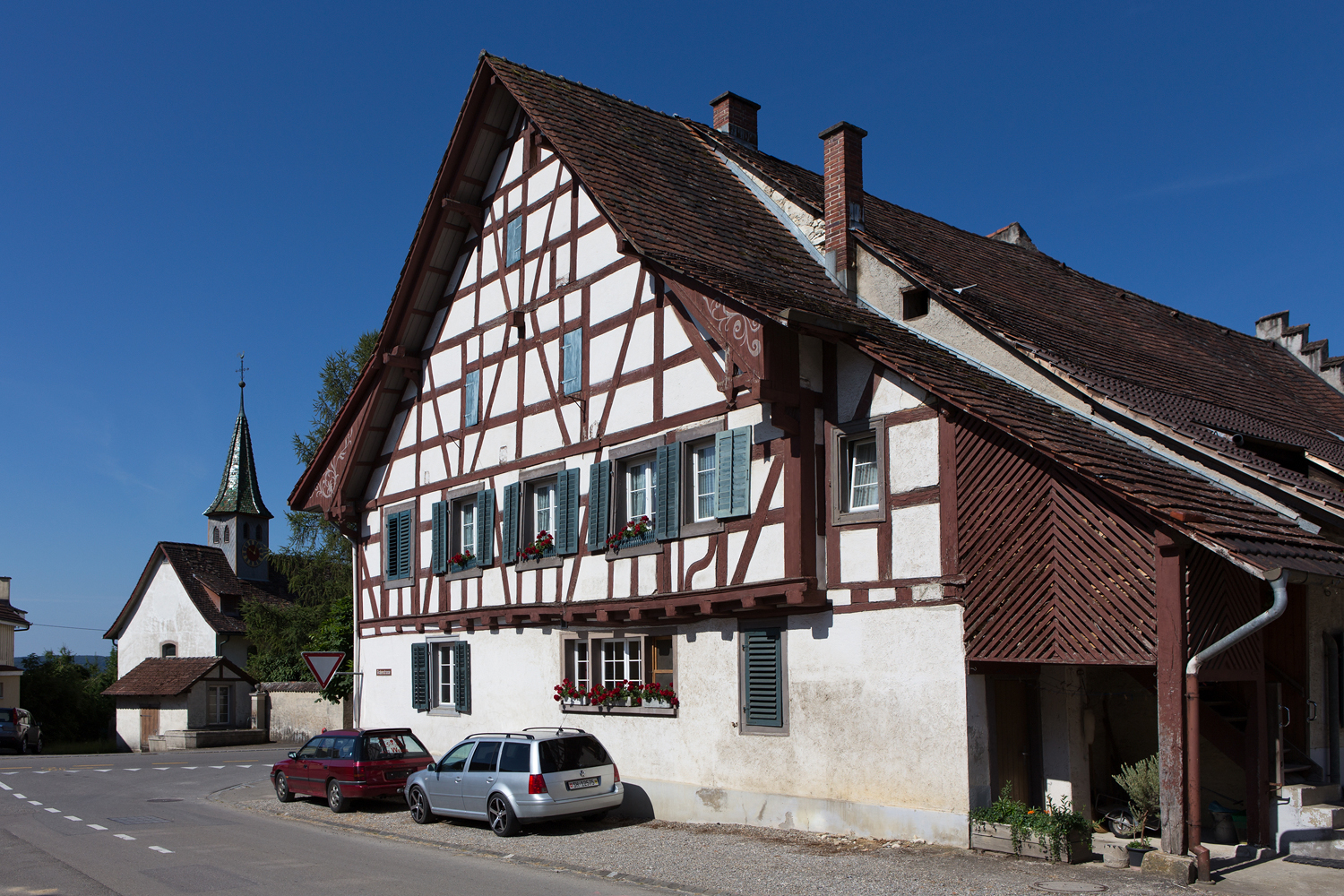
Kostel a tradiční domy v obci

| Rok            | 1771 | 1850 | 1900 | 1950 | 2000 |
| Počet obyvatel | 466  | 1041 | 656  | 587  | 707  |

## Hospodářství a doprava

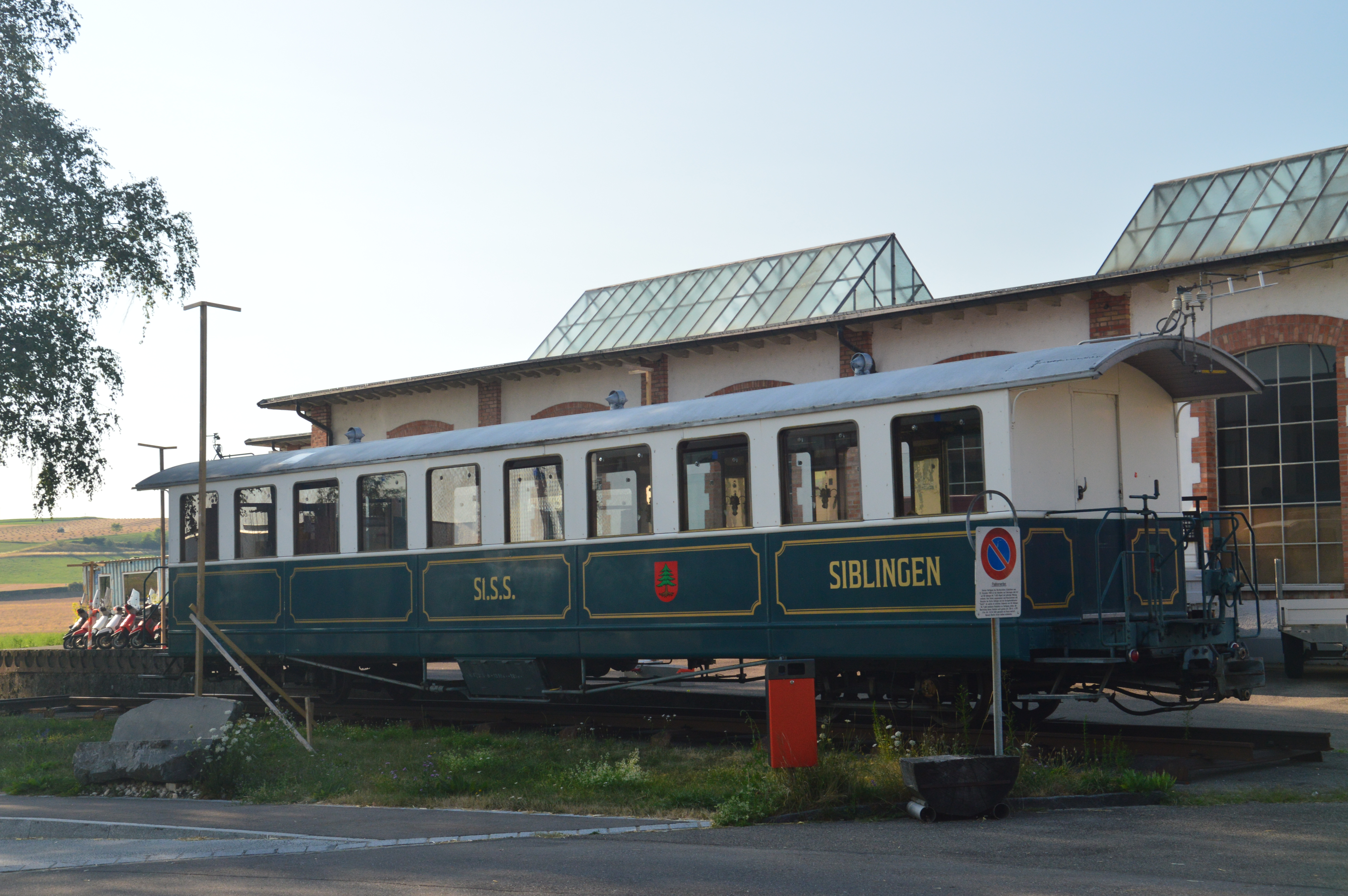
Historický tramvajový vůz v Siblingenu

V letech 1905–1964 byl Siblingen napojen na tramvajovou trať Schaffhausen–Schleitheim. Turistický potenciál oblasti Randen a její téměř nedotčená příroda byly rozpoznány brzy. První rozhledna na Randenu byla v obci postavena v roce 1872; současná rozhledna pochází z roku 1882. Ještě v roce 2005 poskytovalo zemědělství v obci 38 % pracovních míst. V roce 2010 obhospodařovalo přibližně 30 vinařů více než 14 hektarů vinic.
Siblingen leží na hlavní silnici č. 14, která vede ze Schaffhausenu k hranicím u Stühlingenu. Nejbližší nájezd na dálnici A4 ve směru na Curych nebo Stuttgart je vzdálen 9 km.
Mezi Beggingenem nebo Neunkirchem a Schaffhausenem jezdí pravidelné autobusy společnosti SchaffhausenBus, zajišťující napojení na síť veřejné dopravy.